# ميشيل بيزلي
ميشيل بيزلي (بالإنجليزية: Michelle Paisley)‏ (11 أغسطس 1968، سياتل في الولايات المتحدة)؛ روائية أمريكية.